# Ebbe Trenskow
Ebbe Immanuel Trenskow (født 3. oktober 1937 i Viskinge, død 22. november 2023 i Aalborg) var en dansk skuespiller og teaterinstruktør.
Trenskow, der egentlig var uddannet på kontor, blev elev hos Agnes Rehni og Søren Weiss og senere uddannet fra skuespillerskolen ved Odense Teater i 1964. Han fik også sin debut på teatret, hvor han var ansat frem til 1972, hvor han kom til Aalborg Teater. I Aalborg fik han sit debut som instruktør. Han medvirkede bl.a. i Nøddebo Præstegaard, My Fair Lady og Les Misérables. Han fungerede en overgang som instruktør for vikingespillene på Fyrkat ved Hobro, ligesom han i Aalborg tog initiativ til de eneste professionelle friluftsspil uden for København, Holbergspillene. Ebbe Trenskows sidste rolle på Aalborg Teater var som Firs i Tjekhovs ”Kirsebærhaven”. 
Ebbe Trenskows søn Henrik Trenskow blev også skuespiller.

## Filmografi

### Film
- Peter von Scholten (1987)
- De nøgne træer (1991)

### Tv-serier
- Rejseholdet (1983)
- TAXA (1997-1999)